# هانا بيرد
هانا بيرد (بالإنجليزية: Hannah Beard)‏ (22 أغسطس 1988 بإنجلترا في المملكة المتحدة - ) هي لاعبة كرة قدم بريطانية في مركز الهجوم. لعبت مع نادي ليفربول لكرة القدم للسيدات وNewcastle Jets FC (W-League) ‏ وBrisbane Roar FC (women) ‏ وLos Angeles Strikers ‏ وSanta Clarita Blue Heat ‏ ووسترن سيدني واندررز.

## وصلات خارجية
- هانا بيرد على موقع قاعدة بيانات كرة القدم.إي يو (الإنجليزية)